# اوریدین دی‌فسفات گالاکتوز
اوریدین دی‌فسفات گالاکتوز (به انگلیسی: Uridine diphosphate galactose) با فرمول شیمیایی C۱۵H۲۴N۲O۱۷P۲ یک ترکیب شیمیایی با شناسه پاب‌کم ۱۱۶۶ است؛ که جرم مولی آن ۵۶۶٫۳۰۲ g/mol می‌باشد.